# Angelo Prunas
Angelo Attilio Francesco Antonio Rafaele Vincenzo Prunas (Bosa, 19 novembre 1880 – Cagliari, 1 gennaio 1943) è stato un politico e avvocato italiano, podestà di Cagliari.

## Biografia
Nato a Bosa il 19 novembre 1880, dal Nobile Pasquale, avvocato e da Donna Giavanna Angela Dimuro.
Registrato all'anagrafe come "Prunas Nobile Attilio Francesco Antonio Rafaele Vincenzo Angelo", con sentenza del Tribunale Civile e Penale di Oristano del 23 settembre 1899 fu ordinata la rettifica dell'atto di nascita nel seguente modo "Prunas Nobile Angelo Attilio Francesco Antonio Rafaele Vincenzo"
Dopo la laurea in giurisprudenza, viene mandato sul campo di battaglia durante la prima guerra mondiale. Al ritorno dalla guerra si avvicina all'ideologia fascista; con l'ingresso nel Partito Nazionale Fascista comincia a fare carriera in numerose cariche di rilievo, tra cui la vicepresidenza dell'Istituto di Credito Agrario per la Sardegna. 
Nel 1922 diventa presidente del Cagliari Calcio e dal 10 gennaio 1935 al 10 ottobre 1942 podestà di Cagliari, nonché commissario prefettizio dal 20 febbraio al 16 dicembre 1943.